# HD Tune
HD Tune – program narzędziowy do diagnostyki dysków twardych i dysków SSD, zawierający takie funkcje jak określanie wydajności dysku, skanowanie błędów, sprawdzanie stanu S.M.A.R.T i szybkości dysku twardego, bezpieczne usuwanie wszystkich danych i in. funkcje. Bezpłatny do prywatnego użytku. Została również wydana płatna wersja HD Tune Pro, która ma więcej funkcji niż standardowa. Wersja Pro oferuje 11 zakładek w menu, wersja podstawowa oferuje 2 opcje menu głównego. Z wersji Pro można korzystać przez 15 dni w trybie testowym. Po ich upływie należy zakupić licencję.

## Historia
2003 r. pojawiła się pierwsza wersja HD Tune 2.55. Później wersja HD Tune Pro pojawiła się 12 lutego 2008 roku. Wersja 4.00, wydana 28 grudnia 2009 r. Wersja 5.70 została wydana 4 sierpnia 2017 roku, dodano w niej obsługę systemu Windows 10. W sierpniu 2019 roku wydano wersję 5.75 programu.